# 波氏盤唇鱨
波氏盤唇鱨為輻鰭魚綱鯰形目倒立鯰科的其中一種，為熱帶淡水魚，分布於非洲剛果河上游流域，體長可達7公分，棲息在底中層水域，生活習性不明。

## 扩展阅读
維基物種上的相關：波氏盤唇鱨